# 闵科夫斯基环形山
闵科夫斯基环形山（Minkowski）是位于月球背面南半部一座古老的大撞击坑，约形成于45.5-39.2亿年前的前酒海纪，其名称分别取自德国数学家"赫尔曼·闵可夫斯基"（1864年-1909年）及天文学家鲁道夫·莱奥·伯恩哈德·闵可夫斯基（1895年-1976年） ，1970年被国际天文学联合会批准接受。

## 描述

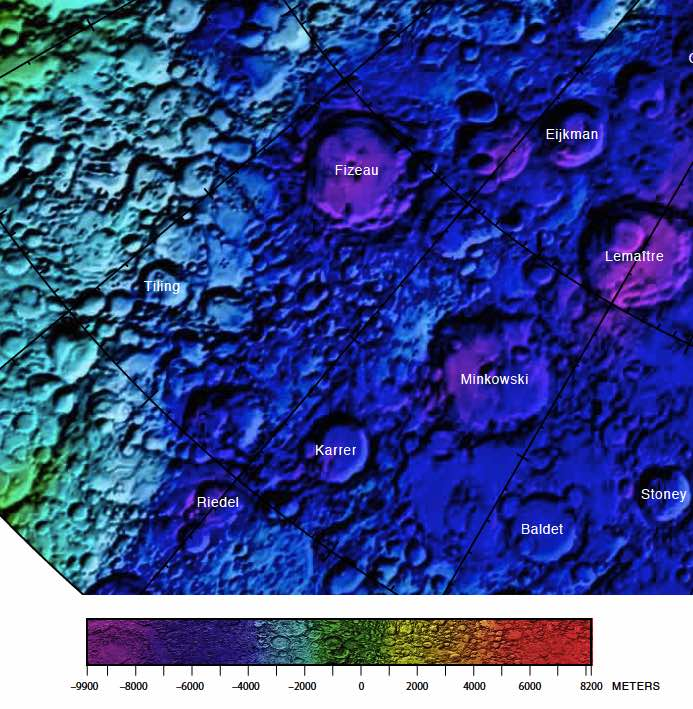
闵科夫斯基环形山的周边，月球南极附近区域图。

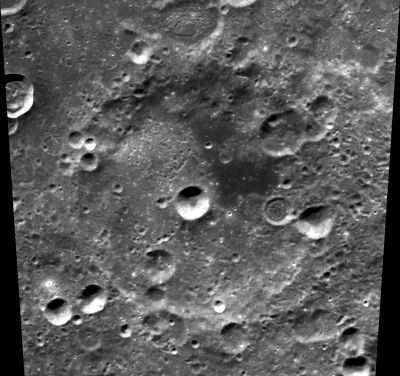
克莱门汀号拍摄的图像

该陨坑西侧靠近斯托尼陨石坑、西北毗邻巴尔代环形山，卡勒环形山位于它的东北偏北、东南偏东和西南偏南分别坐落了斐索环形山和勒梅特环形山。该陨坑中心月面坐标为56°08′S 145°48′W / 56.13°S 145.8°W，直径107.51公里，深度约2.88公里。
闵科夫斯基环形山的坑壁已严重损毁，外观轮廓类似月表上一圈大体圆形的嶙峋山脊。环坑沿覆盖了众多大小不一的撞击坑，其中较突出的是位于东侧坑壁上的二座小陨坑。该环形山坑壁最大高出周边地形1530米，内部容积约11728立方千米。坑底表面相对平坦，东北部已被幽暗的玄武岩熔岩淹没，隆起的中央区坐落了直径13.6公里的卫星坑“闵科夫斯基 S”；坑内西侧散布着许多细小的坑穴，而西南部则嵌入了一座无名的同心环坑。

## 卫星陨石坑
按惯例，最靠近闵科夫斯基环形山的卫星坑将在月图上以字母标注在它的中心点旁边。

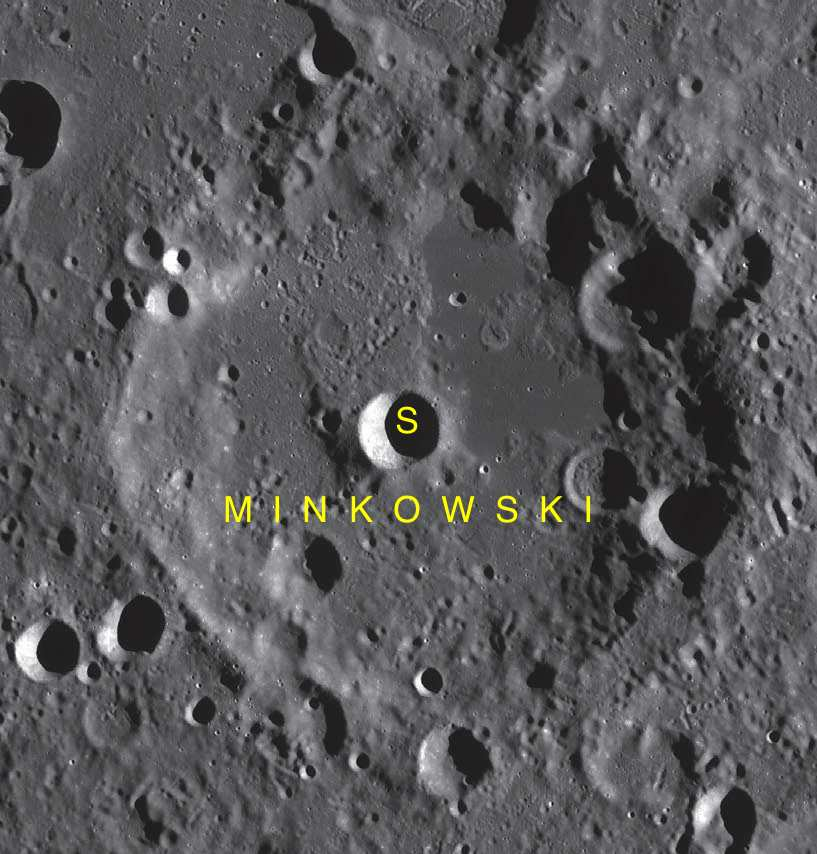
LAC-133 区域图

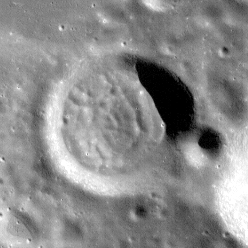
闵科夫斯基环形山坑内的同心环坑，月球勘测轨道飞行器拍摄

| 闵科夫斯基 | 纬度    | 经度     | 直径  |
| ---------- | ------- | -------- | ----- |
| S          | 56.1° S | 145.6° W | 13 km |

## 延伸阅读
- Andersson, L. E.; Whitaker, E. A. . NASA RP-1097. 1982.
- Blue, Jennifer. . USGS. July 25, 2007  [2007-08-05]. （原始内容存档于2019-12-05）.
- Bussey, B.; Spudis, P. . New York: Cambridge University Press. 2004. ISBN 978-0-521-81528-4.
- Cocks, Elijah E.; Cocks, Josiah C. . Tudor Publishers. 1995. ISBN 978-0-936389-27-1.
- McDowell, Jonathan. . Jonathan's Space Report. July 15, 2007  [2007-10-24]. （原始内容存档于2019-06-21）.
- Menzel, D. H.; Minnaert, M.; Levin, B.; Dollfus, A.; Bell, B. . Space Science Reviews. 1971, 12 (2): 136–186. Bibcode:1971SSRv...12..136M. doi:10.1007/BF00171763.
- Moore, Patrick. . Sterling Publishing Co. 2001. ISBN 978-0-304-35469-6.
- Price, Fred W. . Cambridge University Press. 1988. ISBN 978-0-521-33500-3.
- Rükl, Antonín. . Kalmbach Books. 1990. ISBN 978-0-913135-17-4.
- Webb, Rev. T. W.  6th revised. Dover. 1962. ISBN 978-0-486-20917-3.
- Whitaker, Ewen A. . Cambridge University Press. 1999. ISBN 978-0-521-62248-6.
- Wlasuk, Peter T. . Springer. 2000. ISBN 978-1-85233-193-1.